# Манга (Монтевидео)
Манга — баррио (район) в Монтевидео, Уругвай. Манга граничит с Манга-Толедо Чико на севере и северо-западе, Виллой Гарсиа-Манга на востоке, Пьедрас Бланкас на юге и Касавалле на юго-западе.

## История
Первым владельцем ранчо в Манге был Эстебан Артигас (сын капитана Хуана Антонио Артигаса), подчинявшийся властям Испании. В документах 1772-1773 гг он фигурировал как живущий со своими шестью несовершеннолетними детьми в Манге. В начале XIX века владельцем фермы будущего района являлся Маркос Дрейпл.